# Ağrı
Ağrı dawniej Karaköse albo Karakilise – miasto we wschodniej Turcji. Jest stolicą prowincji Ağrı. Miasto znajduje się w niedalekiej odległości od granicy z Iranem.
W 2007 roku miasto zamieszkiwało ok. 98 tys. ludzi.
Ośrodek handlu produktami zwierzęcymi (skóry owcze, mięso) i zbożem.